# حالة موضعية
في القواعد، الحالة الموضعية (/ˈlɒkətɪv/ LOK-ə-tiv؛ مختصرة loc) هي حالة نحوية تشير إلى الموقع. وهو يتوافق بشكل غامض مع حروف الجر الإنجليزية "في"، و"على"، و"في"، و"بواسطة". وتنتمي الحالة المحلية إلى الأحوال المحلية العامة مع الحالتين المفعّلة والانفصالية.
الحالة المحلية موجودة في العديد من المجموعات اللغوية.

## اللغات الهندية الأوروبية
كان للغة الهندو أوروبية البدائية حالة موضعية تعبر عن "مكان حيث"، وهي وظيفة ظرفية.
في معظم اللغات الهندية الأوروبية اللاحقة، اندمجت الحالة المحلية في حالات أخرى (غالبًا مضاف إليها أو حالة الجر) في الشكل و/أو الوظيفة، لكن بعض اللغات الابنة احتفظت بها كحالة متميزة. وجدت في:
اللغات البلطية السلافية الحديثة، باستثناء البلغارية والمقدونية، على الرغم من أنها تستخدم في الغالب مع حروف الجر في اللغات السلافية الأخرى
بعض اللغات الهندية الأوروبية الكلاسيكية، وخاصة السنسكريتية واللاتينية القديمة
(غالبًا ما يكون الاستخدام غير شائع أو قديم أو أدبي) في بعض اللغات الهندية الحديثة (مثل البنغالية والماراثية - والتي اختفت فيها حالة جر منفصلة)